# IERS
IERS (International Earth Rotation and Reference Systems Service) – Międzynarodowa Służba Ruchu Obrotowego Ziemi i Systemów Odniesienia.

## Historia
IERS jest następcą IPMS (International Polar Motion Service) i w swej obecnej postaci została powołana do istnienia w 1987 roku przez Międzynarodową Unię Geodezji i Geofizyki oraz Międzynarodową Unię Astronomiczną, zastępując także sekcję rotacji Ziemi Bureau International de l’Heure. Służba rozpoczęła działalność 1 stycznia 1988 roku. Od początku swego istnienia IERS powołała nowe biura, m.in. GPS Co-ordinating Centre (1990), DORIS Coordinating Centre (1994) i GGF Coordinating Centre (1998). Początkowo organizacja znana była pod nazwą International Earth Rotation Service (stąd akronim IERS). Obecna nazwa została przyjęta w 2003 roku.